# قائد معسكر وقائي

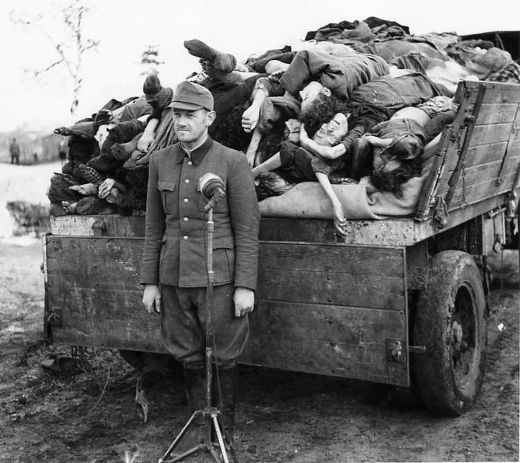
فرانز هوسلر شغل منصب قائد معسكر وقائي في ميتلباو دورا. التظاهر بعد القبض عليه من قبل الحلفاء في عام 1945

Schutzhaftlagerführer (رئيس «معسكر الاعتقال الوقائي») رتبة شبه عسكرية لشوتزشتافل، تحديدا إلى الاعتقال والإبادة مخيمات توتنكوبف-إس إس. كان Schutzhaftlagerführer مسؤولاً عن الجوانب الاقتصادية للمخيم. عادة، كان هناك أكثر من رجل شوتزشتافل يقوم بهذه الوظيفة في كل موقع بسبب حجمه الهائل. تلقى Schutzhaftlagerführers أوامر من المكاتب المركزية في برلين، مثل ديست التي تديرها الإس إس مباشرة.
كان Schutzhaftlagerführer ومساعده مسؤولين عن تشغيل المخيم. كان على Schutzhaftlagerführer الحفاظ على النظام، والعناية بالروتين اليومي، وتلقي المكالمات وما إلى ذلك. تحت قيادته كانت Rapportführer وArbeitseinsatzführer و أوفسيغن (إذا كان هناك معسكر نسائي). كانوا مسؤولين مباشرة عن النظام في المخيم، وقاموا بتخصيص السجناء لتفاصيل العمل الخارجي. كان Blockführer، الذي كان كل منهم مسؤولًا عن ثكنة واحدة أو أكثر، خاضعًا له.
| اسم                          | تم الحصول على أعلى رتبة SS | رتبة معادلة للولايات المتحدة / المملكة المتحدة | معسكر إعتقال                         |
| ---------------------------- | -------------------------- | ---------------------------------------------- | ------------------------------------ |
| Hans Aumeier                 | إس إس- قائد وحدة الاعتداء  | رائد                                           | أوشفيتز الأول                        |
| Georg Bachmayer              | إس إس- هوبتستثرمفهرر       | قائد المنتخب                                   | ماوتهاوزن                            |
| Hermann Baranowski           | إس إس- أوبرفورر            | عقيد كبير                                      | داخاو                                |
| Karl Fritzsch                | إس س- هوبتستثرمفهرر        | قائد المنتخب                                   | أوشفيتز ، فلوسنبرج                   |
| Otto Harder                  | إس إس- أونتشتونفوهرر       | ملازم ثاني                                     | أحلام                                |
| Franz Hössler                | إس إس- اوبرستورموهر        | ملازم أول                                      | أوشفيتز ، ميتلباو-دورا ، بيرغن بيلسن |
| Karl-Otto Koch               | إس إس- شتاندارتن فوهرر     | كولونيل                                        | ليختنبرغ                             |
| Josef Kramer                 | إس إس- هوبتستثرمفهرر       | قائد المنتخب                                   | ناتزويلر ستروفهوف                    |
| Paul Heinrich Theodor Müller | إس إس- اوبرستورموهر        | ملازم أول                                      | أوشفيتز                              |
| Alexander Piorkowski         | إس إس- قائد وحدة الاعتداء  | رائد                                           | داخاو                                |
| Wilhelm Ruppert              |                            |                                                | داخاو ، مجدانيك                      |
| Albert Sauer                 |                            |                                                | ساشسينهاوزن                          |
| Wilhelm Schitli              | إس إس- هوبتستثرمفهرر       | قائد المنتخب                                   | نوينجامي                             |
| Wolfgang Seuß                | إس إس- هاوبتشافوهرر        |                                                | ناتزويلر ستروفهوف                    |
| Günther Tamaschke            | إس إس- شتاندارتن فوهرر     | كولونيل                                        | داخاو                                |
| Anton Thumann                | إس إس- اوبرستورموهر        | ملازم أول                                      | جروس روزن ، ماجدانيك ، نوينجامي      |
| Jakob Weiseborn              | إس إس- قائد وحدة الاعتداء  | رائد                                           | داخاو ، ساكسينهاوزن ، بوخنوالد       |
| Egon Zill                    | إس إس- قائد وحدة الاعتداء  | رائد                                           | Lichtenburg، داكاو، بوخنفالد         |